# Clidemia clementiana
Clidemia clementiana är en tvåhjärtbladig växtart som beskrevs av Nathaniel Lord Britton. Clidemia clementiana ingår i släktet Clidemia och familjen Melastomataceae. Inga underarter finns listade i Catalogue of Life.